# C・ムーン
「C・ムーン」（C Moon）は、ポール・マッカートニー&ウイングスの楽曲。1972年12月に「ハイ・ハイ・ハイ」との両A面シングルとして発売された。「C・ムーン」は、イギリスの多くのメディアで放送され、全英シングルチャートで最高位5位を記録したが、アメリカでは主要なレコード・チャートに浮上することはなかった。

## 歌詞・レコーディング
「C・ムーン」は、1965年にサム・ザ・シャムが発表した楽曲「Wooly Bully」に登場する一節、「Let's not be L seven（L7にならないで）」に影響されて作り出された造語である。「L7」とは「L」と「7」を合わせたら四角形、つまり頭の固い人の意味であり、マッカートニーはそれに対して「C」と「三日月」を合わせたら円、つまり性格が穏やかな人を指す言葉を作った。ちなみに本曲の歌詞中にも「L7」という言葉は使われている。
レコーディングは「ハイ・ハイ・ハイ」と同じ1972年11月に行なわれた。楽器の編成が通常と異なり、本来ギタリストであるデニー・レインがエレクトリックベース、同じくギタリストであるヘンリー・マカローがドラム、ドラマーであるデニー・シーウェルがシロフォンを演奏している。

## クレジット
※出典
- ポール・マッカートニー - リード・ボーカル、ピアノ、マリンバ
- リンダ・マッカートニー - ハーモニー・ボーカル、タンバリン
- デニー・レイン - ベース
- ヘンリー・マカロック（英語版） - ドラム
- デニー・シーウェル（英語版） - コルネット

## チャート成績
| チャート (1972年 - 1973年)                            | 最高位 |
| ----------------------------------------------------- | ------ |
| 日本 (オリコン)                                       | 26     |
| UK シングルス (OCC) 「ハイ・ハイ・ハイ」との両A面扱い | 5      |

## 発売日一覧
| 国/地域  | 発売日        | 規格品番    | レーベル            |
| -------- | ------------- | ----------- | ------------------- |
| イギリス | 1972年12月1日 | R 5973      | Apple               |
| アメリカ | 1972年12月4日 | 1857        | Apple               |
| ドイツ   | 1972年12月    | 1C006-05208 | EMI Electrola/Apple |
| フランス |               | 2C006-05208 | Apple               |
| 日本     | 1973年1月20日 | EAR-10241   | Apple               |